# Unitat del Poble Valencià
Unitat del Poble Valencià (UPV) fou un partit polític valencià, nascut el 1982 com a coalició electoral formada entre el Partit Nacionalista del País Valencià (PNPV) i l'Agrupament d'Esquerra del País Valencià (AEPV), a la que després es va afegir (per a les eleccions a Corts Valencianes de 1983) Esquerra Unida del País Valencià (partit de curta vida sense cap relació amb l'actual EUPV). Un dels caps més destacats fou Josep Lluís Blasco.

## Història

### Naixement
Després de les eleccions generals espanyoles de 1977, el Partit Socialista del País Valencià, principal força política valencianista va rebre un important revés electoral a causa de la seua divisió en dos candidatures, fet que va portar a la seua integració en el Partit Socialista Obrer Espanyol en 1978, adoptant les sigles PSPV-PSOE. Des de 1977, este partit presidia el Consell Preautonòmic del País Valencià, en la figura del també valencianista Josep Lluís Albinyana. Tanmateix, un pacte entre el PSOE i la UCD el 1979 van fer que els socialistes abandonaren el Consell, forçant que Albinyana dimitira, i que l'anticatalanista Enric Monsonís, d'UCD, accedira a la presidència del Consell. Paral·lelament, el sector valencianista d'UCD, representat per Francesc de Paula Burguera és marginat i abandona el partit per a fundar el Partit Nacionalista del País Valencià, on també acabaria integrant-se Albinyana. El PNPV es presentaria per primera vegada en les eleccions generals espanyoles de 1979, obtenint 13.828 vots, menys de la meitat dels 31.138 que el PSPV va obtenir en solitari dos anys abans.
En 1980 el secretari general del Partit Comunista del País Valencià, el valencianista Ernest Garcia és destituït en perdre una votació interna front al sector centralista del partit. En conseqüència, el sector valencianista, amb Ernest Garcia i Doro Balaguer al capdavant, abandonarien el partit. Juntament amb una escissió possibilista del PSAN, capitanejada per Josep Lluís Blasco, i amb exmilitants del PSPV, com Vicent Ventura, que havien rebutjat la integració al PSOE, fundarien un partit polític anomenat Agrupament d'Esquerra del País Valencià.

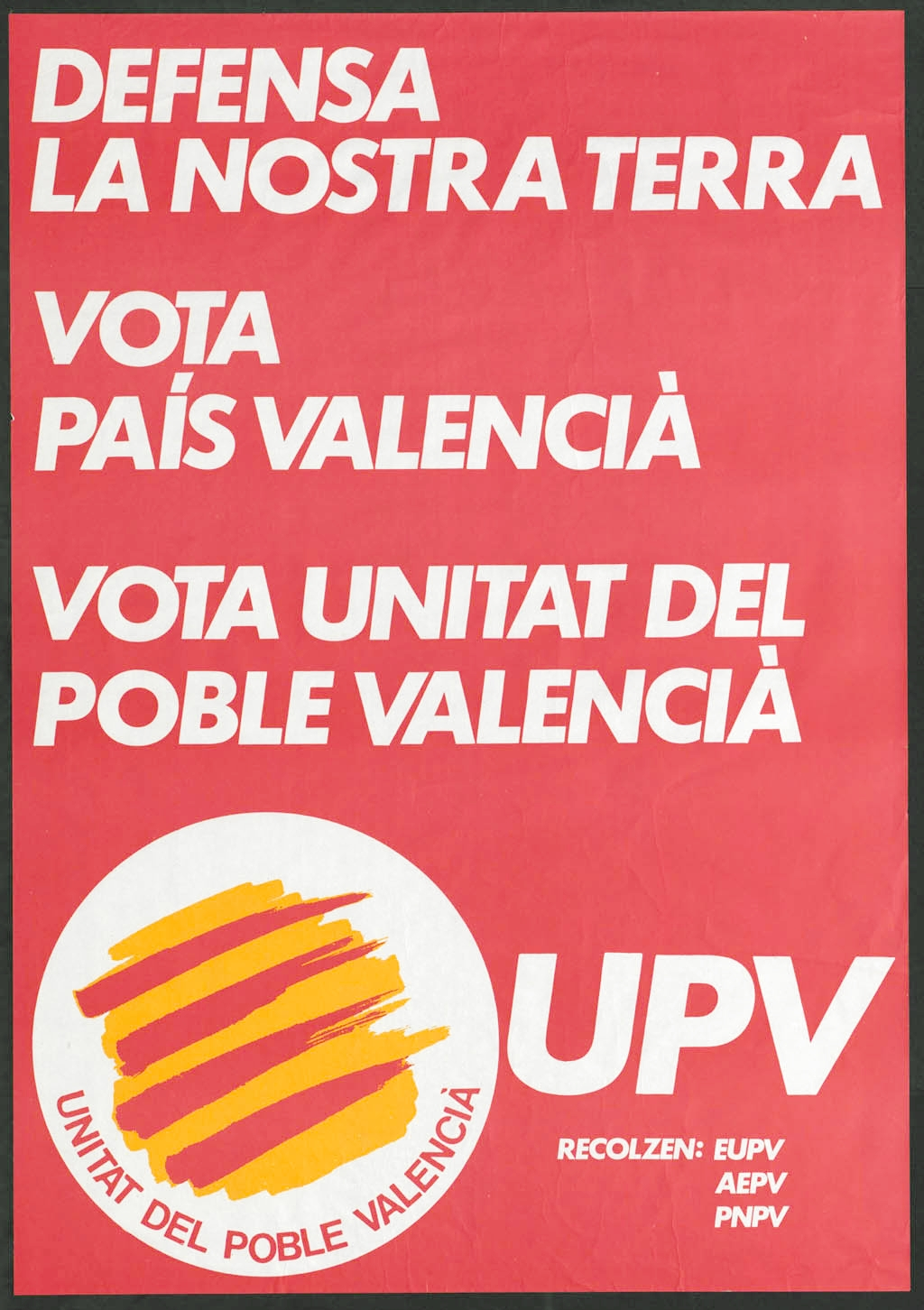
Cartell de 1983 de la Unitat del Poble Valencià.

En juny de 1982, després de diferents actes conjunts, es va arribar a un acord per a crear una nova formació, Unitat Valencianista, a partir del PNPV de Francesc de Paula Burguera, el Partit Radical Socialista de Josep Lluís Albinyana, el Partit Socialista Unificat del País Valencià i Unió Democràtica del País Valencià, partit en descomposició des que el seu líder Vicent Ruiz Monrabal ingressara a la UCD. Es va intentar sense èxit unir a esta Unitat a partits nacionalistes d'esquerra que posteriorment formarien part d'UPV, com AEPV i EUPV.
Finalment, a les eleccions generals espanyoles d'octubre de 1982, Unitat Valencianista esdevindria 
Unitat del Poble Valencià, com a coalició electoral entre els partits alineats junt al Partit Nacionalista del País Valencià pocs mesos abans, i l'Agrupament d'Esquerra del País Valencià. La candidatura va ser encapçalada per Francesc de Paula Burguera i va obtenir 18.516 vots.
De cara a les eleccions a les Corts Valencianes de 1983, a la coalició se suma un tercer partit, Esquerra Unida del País Valencià, un altre partit xicotet sense vinculació amb cap força d'àmbit estatal. La candidatura estava encapçalada aquesta vegada pels sectors més esquerrans de la coalició, amb Isidor Balaguer i Carles Mulet, militants de l'Agrupament d'Esquerra del País Valencià com a caps de llista per València i Alacant i Vicent Pitarch, militant d'Esquerra Unida del País Valencià com a cap de llista per Castelló. Malgrat els seus precaris mitjans, Unitat del Poble Valencià va obtenir 58.712 vots, un 3,09% del total i tot i quedar fora de les Corts Valencianes per la barrera electoral del 5%, va ser quarta força política a les primeres eleccions al Parlament Valencià.

### Partit Polític

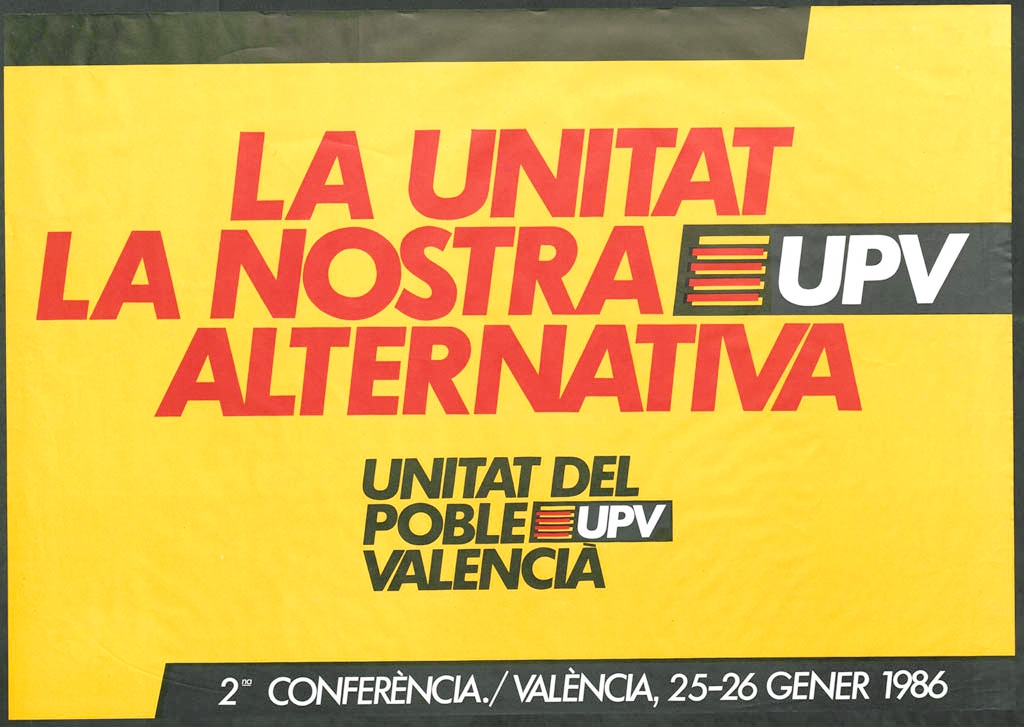
Cartell de 1986 de la Unitat del Poble Valencià.

Davant l'èxit relatiu a les eleccions del 83, el Partit Nacionalista del País Valencià i l'Agrupament d'Esquerra del País Valencià decidiren dissoldre's en UPV, que passaria a ser un partit polític en 1984. Esquerra Unida del País Valencià per contra va decidir no dissoldre's en UPV, cosa que provocà que part de la militància abandonara EUPV per passar a formar part de la UPV, on també s'hi va sumar un important número de gent que no militava a cap formació anterior. A la conferència constituent de desembre de 1984, la UPV reconeixia el fet nacional valencià de manera lligada a l'afirmació de les relacions històriques dels Països Catalans i de la unitat de la llengua catalana, reconeixent aquests com l'àmbit territorial on s'hauria de produir el procés històric nacional. El partit es definia com a força unitària del nacionalisme polític valencià, amb un posicionament d'esquerra plural i marcadament ecologista. En el seu si hi cohabitaran minories centristes i liberals de caràcter progressista.
A les eleccions generals espanyoles de 1986, amb la candidatura encapçalada per Ernest Garcia, UPV millora resultats però no aconsegueix superar el 2% dels vots. Açò, unit al fet que Izquierda Unida, coalició derivada del Partit Comunista d'Espanya no superara el 5% dels vots al País Valencià, va propiciar una coalició entre les dos formacions esquerranes de cara a les següents eleccions a les Corts Valencianes, si bé la coalició s'aprovà amb gran contestació interna, especialment a UPV on sols el 51% de la militància s'hi mostrà a favor.
La coalició Esquerra Unida - Unitat del Poble Valencià va obtenir sis diputats a les Corts Valencianes en les eleccions del 87, dels quals dos van ser d'UPV: Pere Mayor, per la circumscripció de València, i Aureli Ferrando, per la de Castelló. Poc temps després, el pacte es va trencar, i els diputats d'UPV passaren al Grup Mixt davant el temor que Izquierda Unida poguera absorbir-los. Malgrat que a nivell parlamentari el trencament del grup es feu de manera tranquil·la, tot mantenint relacions entre els dos partits (s'arribaren a tindre contactes per a repetir la coalició de cara a les eleccions a les Corts Valencianes de 1991), tot el procés del pacte amb IU va suposar una important crisi interna, amb tensió entre els sectors més esquerrans i més nacionalistes durant tota la legislatura. El nou revés que UPV va patir a les eleccions generals espanyoles de 1989 va portar a un reforçament del perfil esquerrà i ecologista per part del sector fusterià, en considerar que el nacionalisme "ja no era un factor de modernització al País Valencià". A la IV conferència de País de 1990, el sector de l'Assemblea d'Almussafes critica durament la línia d'UPV, proposant una esmena a la totalitat que situara el cleaveage nacional en el centre del debat del partit, alhora que es criticava l'ambigüitat ideològica de la formació i la trajectòria erràtica en matèria de pactes. Aquest sector acabaria fundant el Partit Valencià Nacionalista, amb una important presència institucional als pocs municipis on tingué implantació.

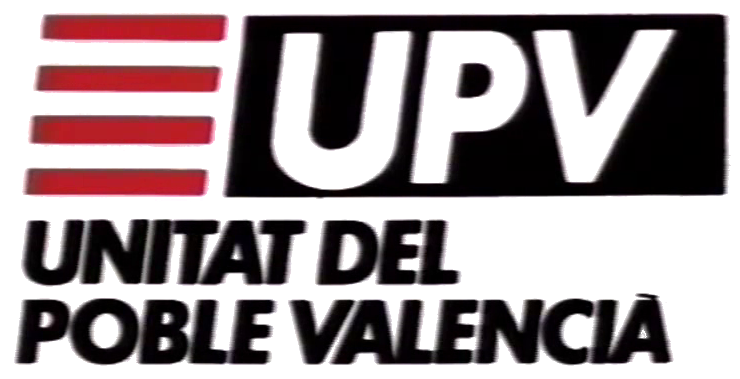
Logotip d'Unitat del Poble Valencià en 1991.

A les Eleccions a les Corts Valencianes de 1991, UPV es va presentar de nou en solitari i va obtenir 73.813 vots (3,7%), millorant resultats. Tot i això, novament no va aconseguir representació a les Corts Valencianes a causa de la tanca del 5% que continuava vigent per aconseguir representació a la dita institució.
Mentrestant, el declivi de Joan Lerma i la puixança d'Eduardo Zaplana fan que des d'Acció Cultural del País Valencià s'impulse la creació del Bloc de Progrés Jaume I, que va iniciar una sèrie de campanyes de mobilització política que des d'UPV van ser interpretades com una demanda de vot útil cap al PSPV-PSOE. Açò va provocar un distanciament entre ACPV i el partit, distanciament agreujat per la disputa entre el sector d'arrel fusteriana i el que s'enquadrava en la tercera via del nacionalisme valencià. Tanmateix, també hi hagué intel·lectuals d'arrel fusteriana, com Toni Mollà, que es posicionaran en contra de la instrumentalització política d'ACPV per part del PSOE.
Així mateix, la puixança del discurs de la tercera via, unit a l'extraparlamentarisme, fan que en aquest període UPV tendisca a defugir d'explicitar les seues postures sobre el fet nacional valencià, tant per considerar que les opinions properes als Països Catalans poden tindre un efecte negatiu entre l'electorat, com per començar a considerar la conveniència estratègia d'un gir valencianista. Mentre dirigents de la UPV començaven a rebaixar les crítiques cap al valencianisme de convergència, el Partit Valencià Nacionalista realitzava el seu primer Consell (1992) amb aquest objectiu al cap. A les eleccions a les Corts Valencianes de 1995 els dos partits participaren en una coalició anomenada Unitat del Poble Valencià-Bloc Nacionalista, distanciant-se d'ACPV i el seu Bloc de Progrés Jaume I, afí al PSPV-PSOE en opinió dels dirigents del partit, però distanciant-se també dels sectors pancatalanistes, que veien l'aproximació a un partit com el PVN, al que acusaven de neoblaver, com una traïció al paradigma fusterià.

### Canvi de paradigma polític

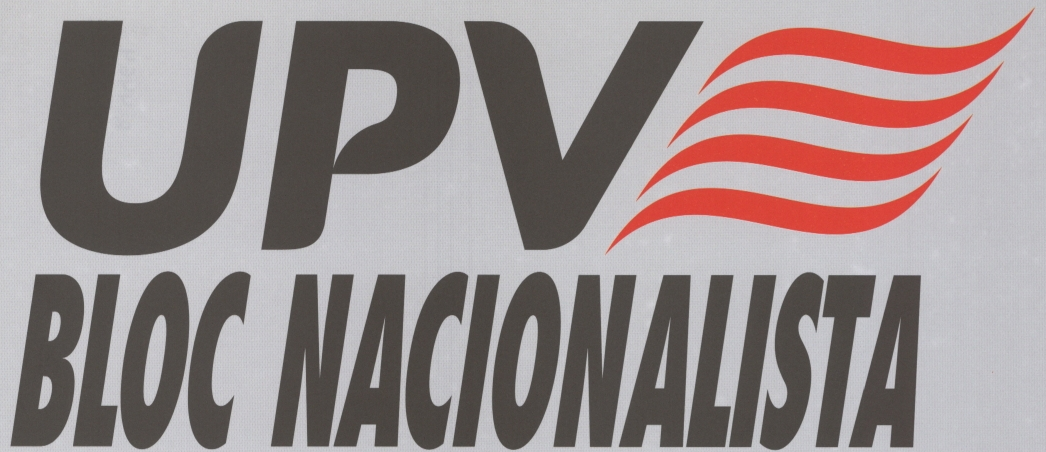
Logotip d'Unitat del Poble Valencià en 1995.

A les eleccions a les Corts Valencianes de 1995 el Partit Popular de la Comunitat Valenciana guanya les eleccions i governa amb Unió Valenciana mercés al pacte del pollastre. La coalició d'UPV rep pitjors resultats electorals que en 1991 afectat pel vot útil cap al PSPV-PSOE i la fortalesa d'Esquerra Unida del País Valencià. Tanmateix, a les eleccions municipals celebrades el mateix dia la nova coalició va aconseguir uns resultats superiors en vots i regidors als obtinguts per UPV en solitari en 1991.
La crisi de resultats organitzatius i electorals agreujades per la tanca del 5%, així com els canvis en el mapa polític valencià, propiciaren que UPV revisara la seua línia política, i en el VII Congrés d'UPV celebrat a l'Eliana el 1996, es van assumir algunes crítiques que històricament havia rebut la formació, com la indefinició nacional que UPV havia mostrat fins aquell moment, i va optar per adaptar les seues posicions al marc nacional valencià, en la línia del moviment que es coneixia com a tercera via del nacionalisme valencià, adoptant una estratègia de caràcter transversal i d'àmbit exclusivament valencià. La ponència oficial reformulava el marc de referència, assumint el terme nació valenciana de manera "rotunda", i eliminant el terme Països Catalans de la doctrina del partit. La ponència política del VII Congrés va ser redactada per Joan Francesc Mira, que reflectiria les conclusions d'aquell text en el llibre Sobre la nació del valencians. Esta adaptació dels postulats de la tercera via a l'esquerra política va comptar amb la intervenció d'altres militants històrics com Doro Balaguer o Josep Lluís Blasco. Tanmateix, la moderació de les postures d'esquerra farien que un sector s'escindira amb el nom d'Esquerra Valenciana el 1998.
A final de 1998 es va celebrar el primer Congrés per formar el Bloc Nacionalista Valencià. En les Eleccions a les Corts Valencianes de 1999 aquesta nova federació va obtenir 102.700 vots (4,6%). Des d'aleshores, UPV ha deixat d'actuar com a tal, quan les forces que integraven la coalició es dissolen dins del BLOC, que celebrà el seu congrés constituent l'any 2000.

## Resultats electorals

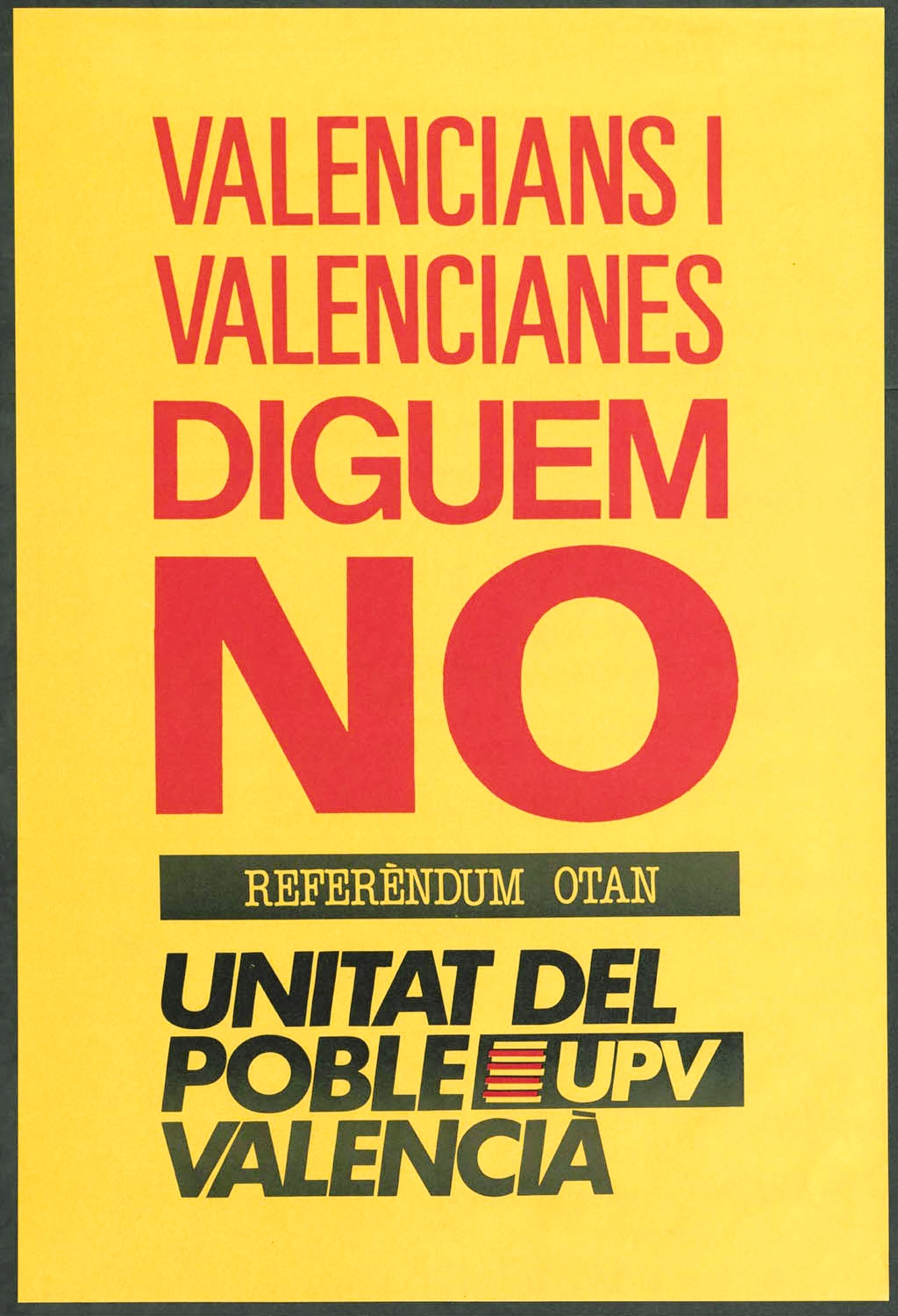
Cartell editat per la UPV on es demana el NO a la pertinença a l'OTAN per al referèndum de 1986.

| Eleccions                                 | Vots   | % de vots | Representació | Posició |
| ----------------------------------------- | ------ | --------- | ------------- | ------- |
| Eleccions generals espanyoles de 1982     | 18.516 | 0,88%     | -             | 7       |
| Eleccions a les Corts Valencianes de 1983 | 58.712 | 3,09%     | -             | 4       |
| Eleccions municipals de 1983              | 29.393 | 1,54%     | 35            | 5       |
| Eleccions generals espanyoles de 1986     | 40.264 | 1,93%     | -             | 6       |
| Eleccions a les Corts Valencianes de 1987 | -      | -         | 2             | -       |
| Eleccions municipals de 1987              | -      | -         | -             | -       |
| Eleccions generals espanyoles de 1989     | 40.767 | 1,93%     | -             | 6       |
| Eleccions a les Corts Valencianes de 1991 | 73.813 | 3,71%     | -             | 6       |
| Eleccions municipals de 1991              | 54.951 | 2,77%     | 92            | 6       |
| Eleccions generals espanyoles de 1993     | 41.052 | 1,69%     | -             | 5       |
| Eleccions a les Corts Valencianes de 1995 | 62.253 | 2,74%     | -             | 5       |
| Eleccions municipals de 1995              | 84.462 | 3,61%     | 168           | 5       |
| Eleccions generals espanyoles de 1996     | 27.776 | 1,04%     | -             | 5       |

## Candidatures

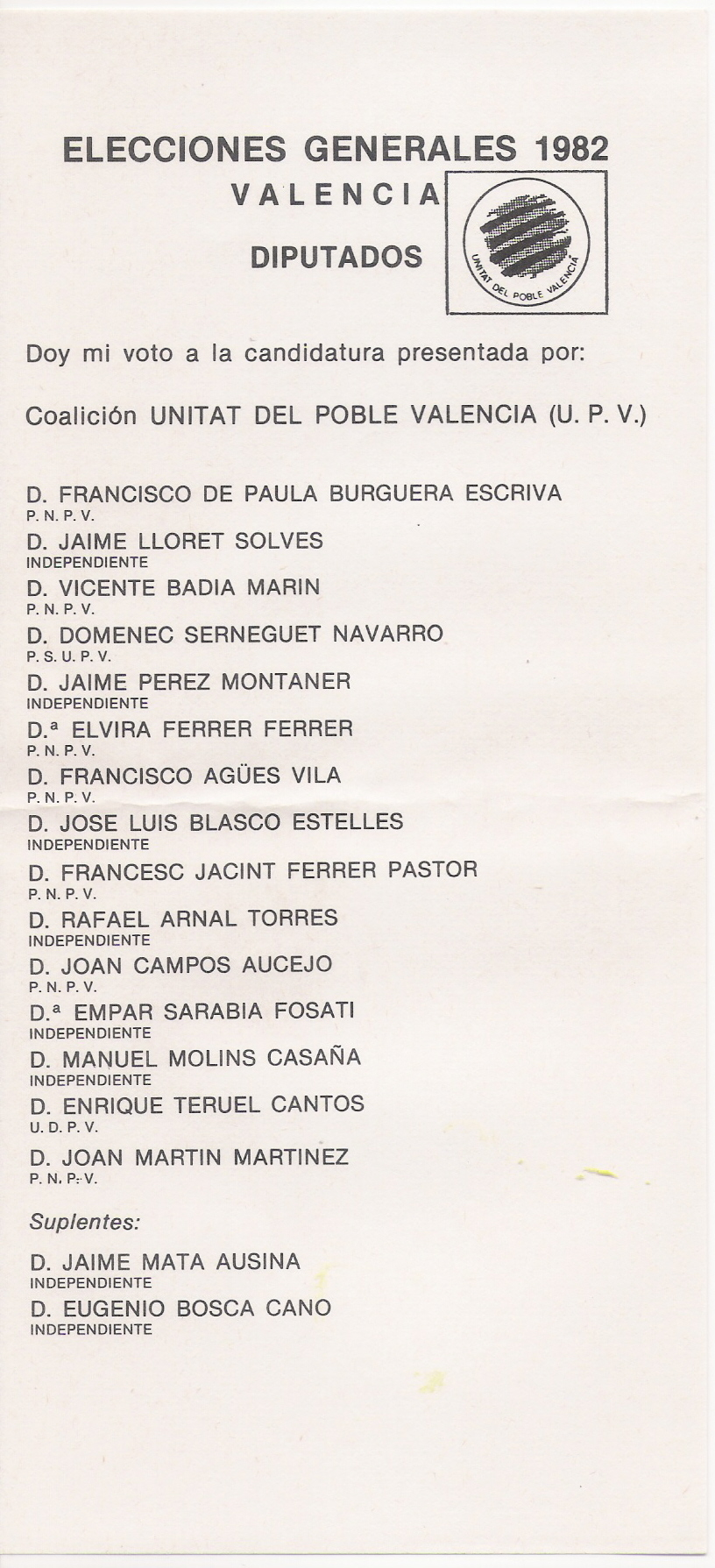
Papereta electoral al Congrés espanyol de 1982 per València. Al costat dels candidats hi surten les sigles dels partits als quals pertanyen.
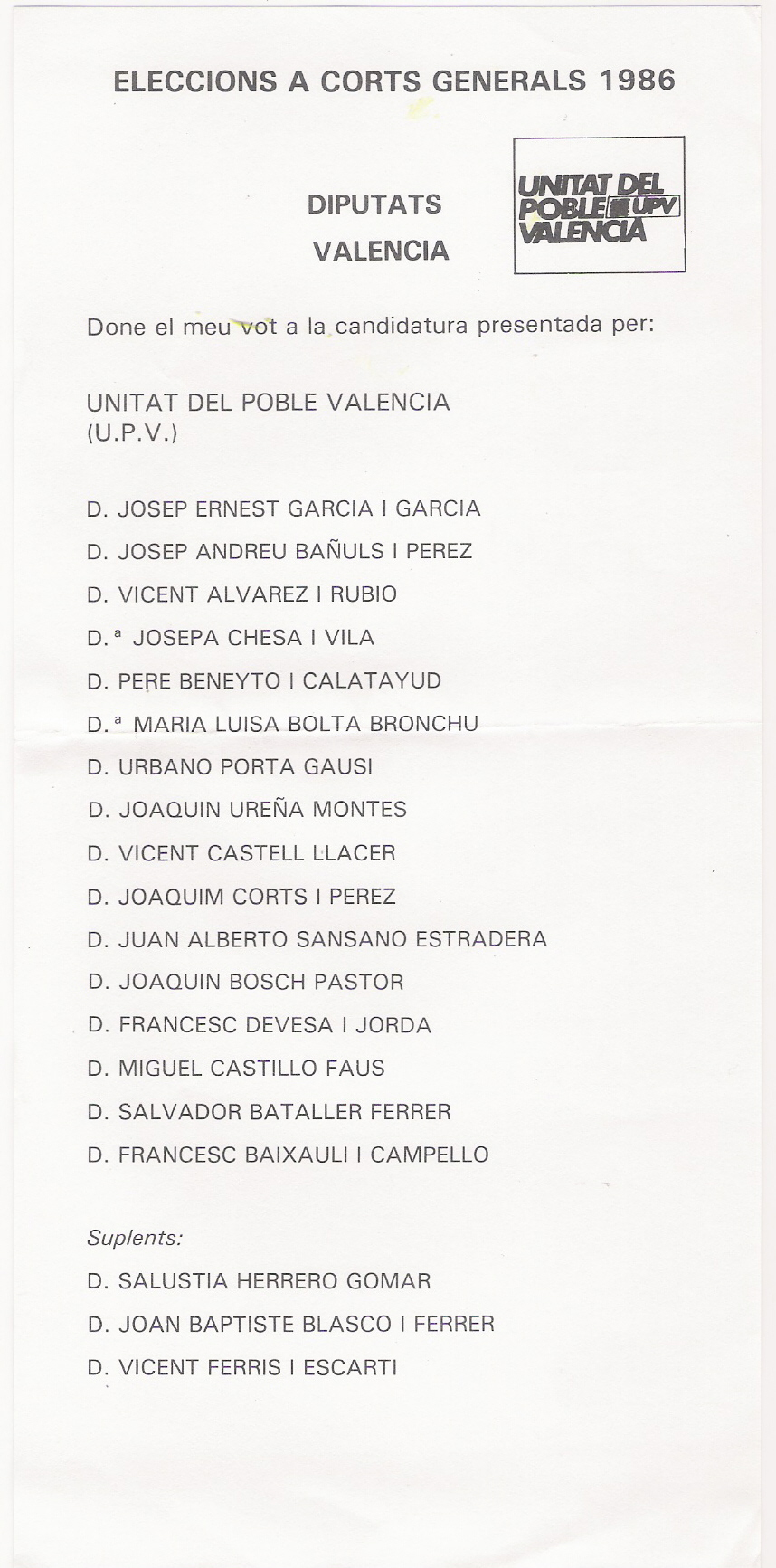
Papereta electoral al Congrés espanyol de 1986 per València.
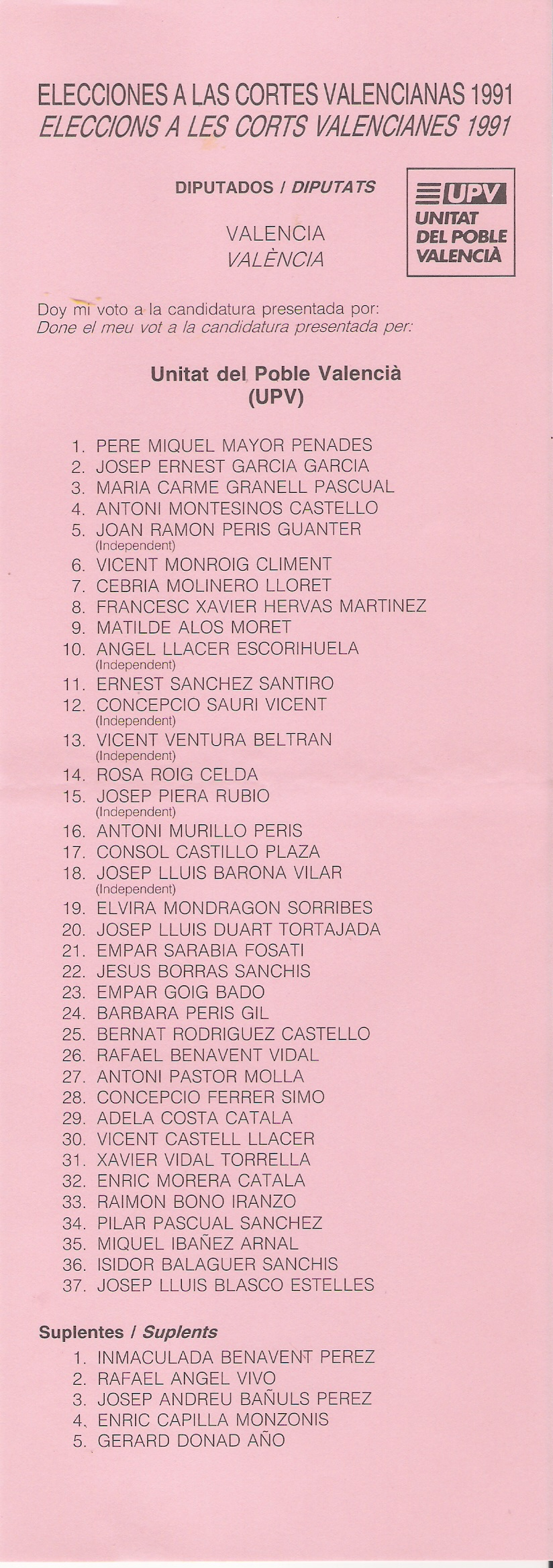
Papereta electoral a les Corts Valencianes de 1991 per València.
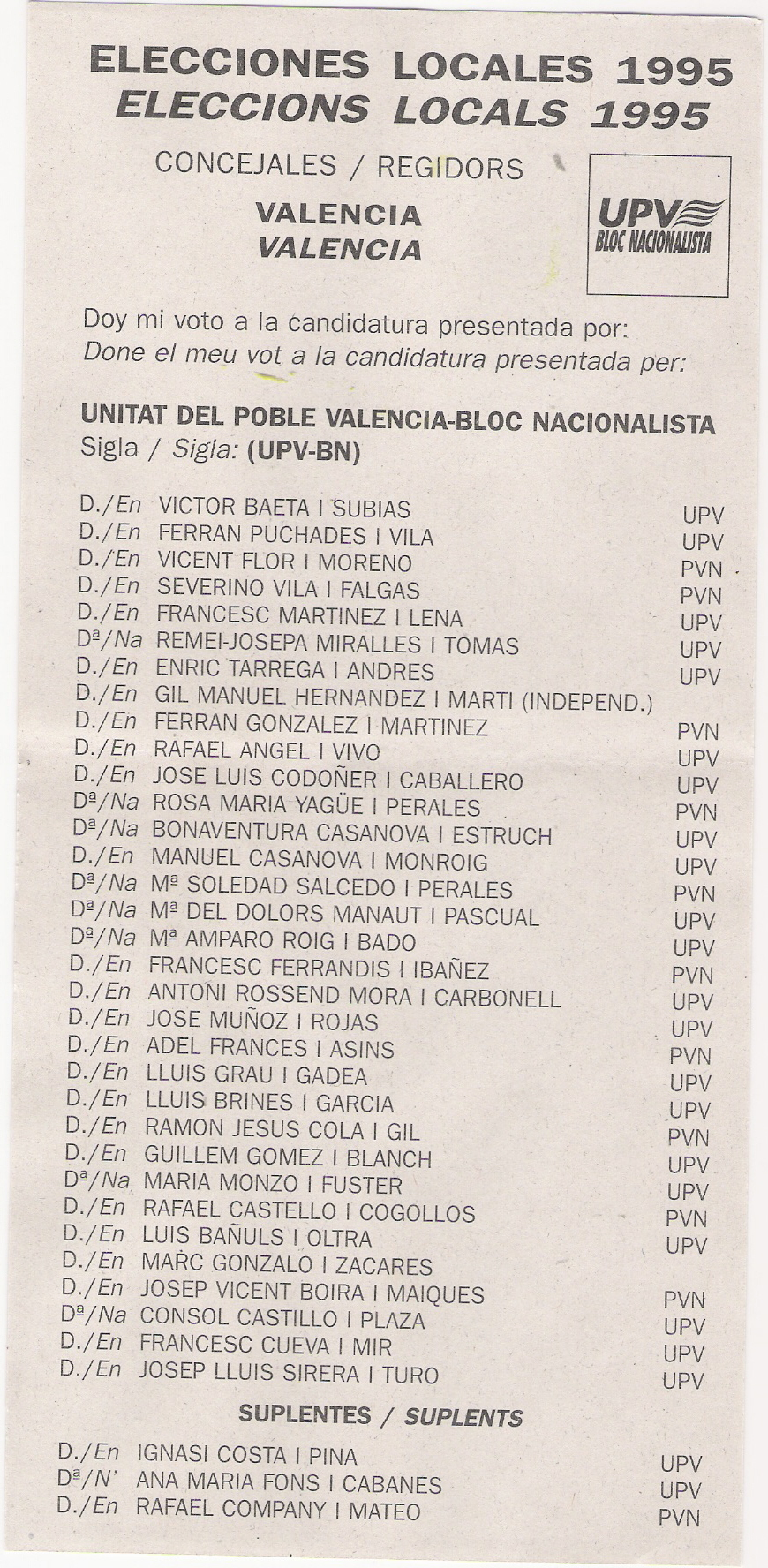
Papereta electoral municipal de 1995 en el municipi de València. En la llista figuren també candidats del PVN.